# Orteguaza lichenigera
Orteguaza lichenigera là một loài bọ cánh cứng trong họ Cerambycidae.